# Réserve de parc national des Collines-Ondulées
La réserve de parc national des Collines-Ondulées est une aire protégée située au nord du Québec, au Canada.  Ce territoire de 1 659,5 km2, mis en réserve en 2008, vise la protection d'une section de la fosse du Labrador.  La réserve constitue aussi une zone de transition entre les espèces boréales et nordiques.